# Radek Šmerda
Radek Šmerda, né le 14 mai 1977 à Brno, est un universitaire et homme politique tchèque.

## Biographie

### Formation et carrière
Diplômé en droit de l'université Charles de Prague, il est maître de conférences. En 2002, il devient conseiller auprès de Pavel Severa, vice-ministre de la Défense. Il conserve cette fonction entre 2003 et 2006, aux côtés de Jaroslava Kopřivy. En 2010, il a travaillé au sein de l'administration pénitentiaire.

### Engagement politique
Lorsqu'elle est nommée ministre de la Défense, au début de l'année 2007, Vlasta Parkanová le choisit comme vice-ministre. Il quitte son poste avec la démission du gouvernement, deux ans plus tard. En 2010, Vít Bárta le nomme vice-ministre des Transports. À la suite de la démission de Bárta, il devient, le 19 avril 2011, ministre des Transports, sur proposition du parti Affaires publiques (VV), dont il n'est pas membre. Il quitte ces fonctions dès le 1er juillet, VV désirant qu'un de ses membres occupe ce portefeuille.